# Phytoecia marki
Phytoecia marki är en skalbaggsart som beskrevs av Aleksandr Sergeievich Danilevsky 2008. Phytoecia marki ingår i släktet Phytoecia och familjen långhorningar. Inga underarter finns listade i Catalogue of Life.